# 刘家河乡
刘家河乡是中国陕西省延安市延长县下辖的一个乡。2011年，刘家河乡被撤销，辖境并入交口镇。

## 行政区划
刘家河乡下辖以下行政区：
刘家河村、西苏家河村、董家角村、滑里河村、封家河村、高家河村、下吕家塬村、上吕家塬村、高掌坪村、前段家河村、刘党家沟村、后段家河村、林合山村、高万家河村、郭家塬村。